# 上市川第二ダム
上市川第二ダム（かみいちがわだいにダム）は、富山県中新川郡上市町、二級河川・上市川本流上流部に建設されたダムである。

## 歴史
1977年（昭和52年）3月29日に補償協定契約調印が交わされた。1985年（昭和60年）9月7日竣工。

## 概要
ダム湖側のリップラップには、大きな丸石が使用されている。
下流にある上市川ダムと同様、上市川の洪水調節や流水の正常な機能の維持および発電を目的として建設された。なお、管理については、上市川ダムと同様上市川ダム管理事務所が行っている。
上市川から取水した水で、上市川第二発電所が（ダムと同日に完成）水力発電を行っている。
『ふるさと剱親自然公園』がダム湖（早乙女湖）近くに存在し、カヌーの練習やバーベキュー、キャンプなどが楽しめる。
なお、完成当時はダム右岸にスキー場を建設する構想があった。

## 周辺
- 富山県道67号宇奈月大沢野線

## 参考リンク
- 『上市川第二ダム（ダム便覧2021）』（日本ダム協会、2022年5月11日閲覧）
- 富山県上市川ダム管理事務所（富山県）